# مضاد تأكسد

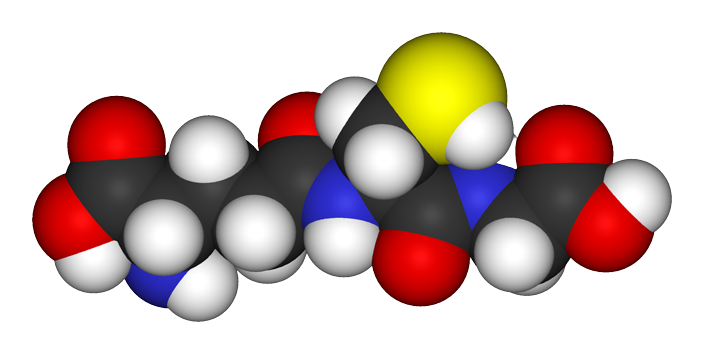
نموذج ملأ فراغي لمضاد التأكسد مُسْتَقْلَب غلُوتاثَيون، الجسم الكروي الأصفر هو محفز لتأكسد ذرة الكبريت والتي تدعم نشاط مضاد التأكسد، بينما الأحمر والأزرق والأبيض والرمادى الغامق هي ذرات تمثل الأكسجين، النيتروجين، الهيدروجين وذرات الكاربون على التوالي.

مُضادُّ التَّأَكْسُد أو مضادات عوامل الأكسدة أو مضادات المؤكسدات هو جزيء قادر على إبطاء أو منع تأكسد الجزيئات الشاردة ( الجدور الحرة) في الجسم الحي، والتأكسد هو تفاعل كيميائي يقوم بتحويل الإلكترونات من مادة معينة إلى عامل مؤكسد والذي قد يتلف بعض الخلايا. فإن مُضادُّات التَّأَكْسُد تنهي هذه السلسلة من التفاعلات بإزالة الوسيط الشارد الأساسي تماماً، ومنع تفاعلات الأكسدة الأخرى من أكسدة أنفسها. ونتيجة لذلك، عادة ما تنزع مُضادُّات التَّأَكْسُد عامل الأكسجين كالثيول أو البوليفينُول.
وعلى الرغم من كون تفاعلات الأكسدة تمثل عصب الحياة يمكن أيضاً أن تكون متلفة للجسم؛ إذاً، تحافظ النباتات والحيوانات على نظام معقد من شتى أنواع مضادات التأكسد، كالجلُوتاثَيون، وفيتامين ج وفيتامين إي بالإضافة للإنزيمات كالكتالاز ، دِيسمُوتاز فَوقَ الأكسيدي وبيروكسيدازِات عديدة. يذكر أن درجة منخفضة من مضادات التأكسد أو كبح الإنزيمات مضادة التأكسد، تحدث ضغط أكسيدي والتي من الممكن أن تدمر أو تقتل الخلايا.
وحتى أن الضغط أكسيدي يمكن أن يكون عاملاً هاماً لكثير من الأمراض البشرية، يُدرس استخدام مضادات التأكسد بكثافة في علم الأدوية خاصة في علاج السكتة والخرف. ومع ذلك، فليس معروفاً ما إذا كان الضغط الأكسيدي هو سبب أو نتيجة المرض، تستخدم مُضادُّات التَّأَكْسُد بكثرة كمكونات في ملحقات النُّظُمِ الغِذائِيَّة أملاً في الحفاظ عل الصحة والوقاية من الأمراض كالسرطان ومَرَضُ القَلْبِ التَّاجِيُّ. ومع أن بعض الدراسات أكدت على فاعلية ملحقات مضاد التأكسد وفوائدها الصحية، إلا أن قاعدة عريضة من التَجْارُبَ السَريرِيَّة لم تستبين أية فوائد للمستحضرات (تراكيب) المستخدمة، والإفراط في الملحقات المأكسدة يمكن أن يكون مؤلماً في بعض الأحيان، بالإضافة لهذه الاستخدامات الطبية، لمضادات الأكسدة عديد من الفوائد الصناعية كحفظ الطعام والتجميل ومنع تآكل المطاط والجاسولين.
مضادات الأكسدة
توجد تعاريف مختلفة لمضادات الأكسدة منها: المركبات الكيميائية التي ان وجدت في النظام الغذائي بتراكيز منخفضة فإنها يمكن أن تؤخر ظهور الأكسدة بآليات متعددة، أحد الآليات التي تقوم بها هي إيقاف الأكسدة عن طريق إزالة الجذور الحرة (Shahidi, 2008). وتعرف أيضاً بأنها تلك المركبات المستخدمة في حفظ الغذاء عن طريق تأخير فسادة أو تزنخة أو تغير لونه نتيجة الأكسدة (Duthie, 2000). ومن الناحية التغذوية تعرف مضادات الأكسدة بأنها تلك المركبات التي تضاف إلى الغذاء بتراكيز منخفضة، بحيث تمنع أو تعيق أكســـدة بعض المركبـــات الحيـــــوية مثل الدهــــــــون والكربوهيدرات والأحماض النووية(Ratnam et al., 2006) . توجد هذه المركبات بصورة طبيعية في الأغذية ومنتجاتها، أو تضاف أثناء تصنيع المواد الغذائية. ولا يقتصر دور مضادات الأكسدة على المحافظة على جودة الأغذية فقط بل يمتد دورها إلى إطالة الفترة التخزينية للأغذية، وكذلك تقلل من الفاقد من المواد الغذائية والفاقد من القيمة التغذوية (القليوبي وآخرون، 2005 {{Shahidi, F. (2008) Antioxidants: Extrication , Application and Efficacy Measurement  Ejeaf Che, 7 (8). [3325-3330].}}م)

## تاريخ مضاد التأكسد
استخدم مصطلح مُضادُّ التَّأَكْسُد للإشارة بشكل خاص إلى مادة كيميائية تمنع نقصان الأكسجين. أجريت العديد من الدراسات في القرن التاسع عشر وبدايات القرن العشرين لدراسة استخدامات مضادات التأكسد في عمليات صناعية عديدة هامة كمنع تآكل المعادن وتصلب المطاط بالكبريت وبَلْمَرَةٌ أنواع الوقود بمحركات الأحتراق الداخلي.
ركزت الأبحاث المبكرة التي أجريت حول دور مضاد التأكسد في الأحياء على استخداماتها في منع تأكسد الدهون غير المشبعة والذي يحدث بسبب التحلل. يمكن قياس نشاط مضاد التأكسد ببساطة بوضع الدهون في وعاء مغلق مع الأكسجين وقياس نسبة استهلاك الأكسجين. أحدثت مضادات الأكسدة ثورة في هذا المجال وأدت إلى استيعاب أهمية مضادات الأكسدة في الكيمياء الحيوية الخاصة بالأعضاء الحيوية.
آلية العمل الممكنة لمضادات الأكسدة اكتشفت أول مرة عندما عرف أن مادة ما ذات نشاط مضاد للتأكسد تكون أقرب لكونها هي نفسها مأكسدة. أظهرت الأبحاث كيف أن فيتامين إي يقوم بمنع عملية تأكسد الدهون أدى إلى تعريف مضادات الأكسدة كعوامل نزع للأكسجين، والتي تمنع تفاعلات مأكسدة عادة بتنقية أنواع من الأكسجين النشط قبل تدميرهم للخلية. 

## أشهر مضادات التأكسد
- فيتامين ج
- فيتامين إي

## الاختبارات الأكسيدية في علم الأحياء

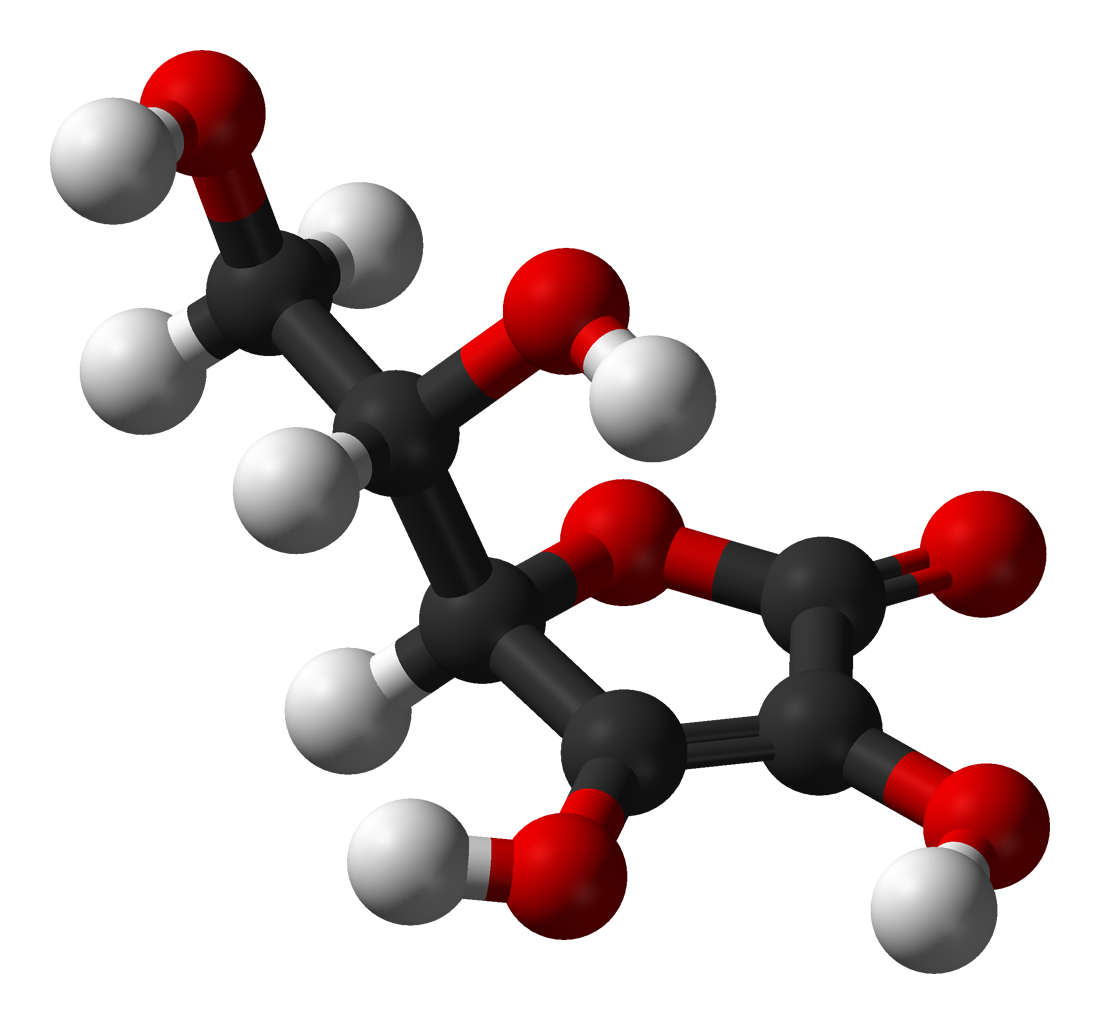
شكل فيتامين ج المضاد للتأكسد (حَمْضُ الأَسْكُورْبيك

إحدى مفارقات عملية الأيض هي أنه في حين تحتاج كافة أشكال الحياة للأكسجين للبقاء، إلا أن الأكسجين dc6031b7d607fb579f18e16128be15f8 هو جزيء تفاعلي بشدة يدمر الكائنات الحية بإنتاجه أنواعاً من الأكسجين النشط. بناءً على ذلك تحتوي الكائنات الحية على شبكة معقدة من الأيضة والأنزيمات مضادة الأكسدة والتي تعمل مع بعضها لمنع أي تلف أكسيدي في المكونات الخلوية كالحمض النووي، البروتين والشحميات. بشكل عام، مضادات الأكسدة هذه إما تقوم بمنع هذه التفاعلات من التشكل، أو إزالتهم قبل إتلاف مكونات حيوية في الخلية.
أنواع الأكسجين النشطة التي تنتج في الخلية تتضمن : بَيروكسيدُ الهِيدْروجين (H2O2)، حمض تحت الكلوري (HClO)، بالإضافة إلى الجَذْورٌ الحُرّة كالهيدوكسيل (OH) والأكسيد الفائق (O2−).

## المواد الحافظة للأغذية
تستخدم المواد المضادة للأكسدة كمضافات غذائية للمساعدة في منع تدهور الغذاء. إن التعرض للأكسجين وأشعة الشمس هما العاملان الرئيسيان المسببان لأكسدة المواد الغذائية، فيتمّ الحفاظ على الطعام بختمه أو تغطيته بطلاء الشمع وتركه في الظلام.

## الوقاية من الأمراض
على الرغم من أن هناك دور واضح للأكسدة في أمراض القلب ولكن الدراسات التي تستخدم الفيتامينات المضادة للأكسدة لم تلاحظ أي تخفيض في خطر الإصابة بأمراض القلب أو في معدل تطوّر المرض الموجود.